# 張一元

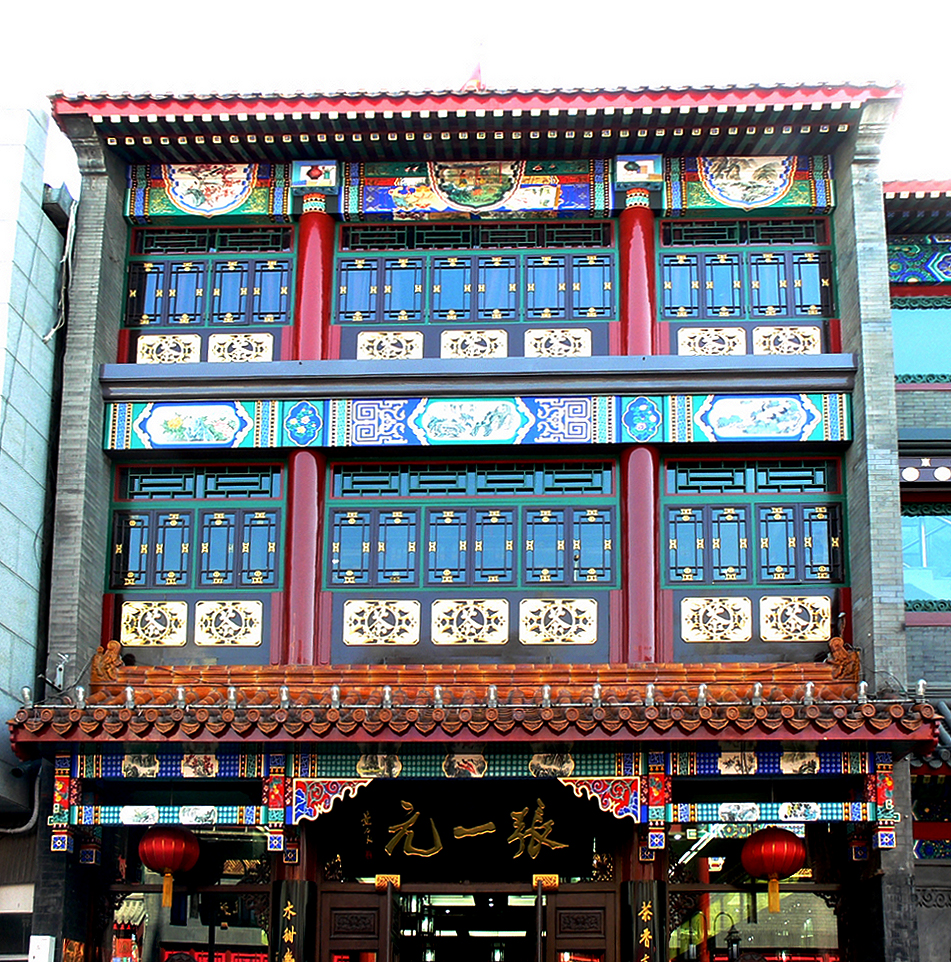
北京前门大街张一元茶庄

北京张一元茶叶有限责任公司，是北京老字号茶业企业，始建于清朝光绪二十六年（1900年），已有百余年的历史。茶庄经营各种茶叶300余种，可以满足不同消费者的需求，其中以张一元茉莉花茶最出名。张一元茉莉花茶制作技艺被列入 国家级非物质文化遗产名录 VIII 147。

## 關於張一元茶莊的說法

### 說法一
坊間其中一個說法就是茶莊張姓老闆剛來到京城時用了一文錢買了張黃河彩票，結果中了大獎，張老闆就用贏來的錢開辦茶莊，取名張一元。不過根據考證，黃河彩票是民國期間發行的，而張一元茶莊在清末期間已創立，因此這個說法被推翻。

### 說法二
張姓創辦人剛到京城時售賣一元錢小茶包，而小茶包非常受顧客歡迎，因此設立店鋪時就把茶莊改名為“張一元”

### 說法三
另一種說法就是張老闆講究意頭因此起名“張一元”，寓意“一元復始萬象更生”，茶莊開張大吉，生意做起來日新月異